# Marco Parolo
Marco Parolo (Gallarate, 25 januari 1985) is een Italiaans voormalig voetballer die doorgaans speelde als middenvelder. Tussen 2004 en 2021 was hij actief voor Como, Pistoiese, Foligno, Hellas Verona, Cesena, Parma en Lazio. Parolo debuteerde in 2011 in het Italiaans voetbalelftal en kwam uiteindelijk tot zesendertig interlandoptredens.

## Clubcarrière
Parolo begon zijn carrière bij Como. Na het faillissement van die club werd hij gekocht door Chievo Verona, dat de helft van zijn rechten verkocht aan Pistoiese, waar hij ook gestald werd. In juni 2007 kocht Chievo die helft weer terug, om hem door te verkopen aan Foligno. Later herhaalde Chievo dit kunstje, door hem eerst bij stadsgenoot Hellas Verona te stallen en later bij Cesena. Cesena kocht in juni 2010 de helft van Chievo op en liet hem een contract tot 2013 ondertekenen. Later werd dit nog omgezet tot een verbintenis tot medio 2015, wat Chievo circa drie miljoen euro opleverde. In de zomer 2012 werd Parolo verhuurd aan Parma. Die club nam hem een jaar later definitief over. Twee seizoenen lang speelde Parolo als basisspeler in het elftal van Parma; in de zomer van 2014 stapte hij over naar Lazio, waar hij een contract voor vijf seizoenen tekende. Twee jaar na zijn komst verlengde de Italiaans international zijn verbintenis met één jaar, tot medio 2020. Op zondag 5 februari 2017 scoorde Parolo vier keer voor Lazio in een competitieduel tegen hekkensluiter Pescara (2-6). In de zomer van 2021 besloot Parolo op zesendertigjarige leeftijd een punt te zetten achter zijn actieve loopbaan.

## Clubstatistieken
| Seizoen | Club          | Competitie | Competitie | Competitie | Beker | Beker | Internationaal | Internationaal | Totaal | Totaal |
| Seizoen | Club          | Competitie | Wed.       | Dlp.       | Wed.  | Dlp.  | Wed.           | Dlp.           | Wed.   | Dlp.   |
| ------- | ------------- | ---------- | ---------- | ---------- | ----- | ----- | -------------- | -------------- | ------ | ------ |
| 2004/05 | Como          | Serie C1   | 31         | 3          | 1     | 0     | —              | —              | 32     | 3      |
| 2005/06 | Pistoiese     | Serie C1   | 24         | 1          | 0     | 0     | —              | —              | 24     | 1      |
| 2006/07 | Pistoiese     | Serie C1   | 28         | 2          | 0     | 0     | —              | —              | 28     | 2      |
| 2007/08 | Foligno       | Serie C1   | 31         | 3          | 0     | 0     | —              | —              | 31     | 3      |
| 2008/09 | Hellas Verona | Serie C1   | 32         | 4          | 0     | 0     | —              | —              | 32     | 4      |
| 2009/10 | Cesena        | Serie B    | 36         | 5          | 0     | 0     | —              | —              | 36     | 5      |
| 2010/11 | Cesena        | Serie A    | 37         | 5          | 1     | 0     | —              | —              | 38     | 5      |
| 2011/12 | Cesena        | Serie A    | 31         | 1          | 3     | 0     | —              | —              | 34     | 1      |
| 2012/13 | Parma         | Serie A    | 36         | 3          | 1     | 0     | —              | —              | 37     | 3      |
| 2013/14 | Parma         | Serie A    | 36         | 8          | 2     | 0     | —              | —              | 38     | 8      |
| 2014/15 | Lazio         | Serie A    | 34         | 10         | 6     | 1     | —              | —              | 40     | 11     |
| 2015/16 | Lazio         | Serie A    | 31         | 3          | 0     | 0     | 9              | 3              | 40     | 6      |
| 2016/17 | Lazio         | Serie A    | 34         | 5          | 4     | 0     | —              | —              | 38     | 5      |
| 2017/18 | Lazio         | Serie A    | 31         | 4          | 3     | 0     | 8              | 2              | 42     | 6      |
| 2018/19 | Lazio         | Serie A    | 34         | 4          | 4     | 0     | 4              | 2              | 42     | 6      |
| 2019/20 | Lazio         | Serie A    | 29         | 1          | 3     | 1     | 5              | 0              | 37     | 2      |
| 2020/21 | Lazio         | Serie A    | 18         | 0          | 2     | 1     | 5              | 2              | 25     | 3      |
| Totaal  | Totaal        | Totaal     | 533        | 60         | 30    | 3     | 31             | 9              | 594    | 72     |

## Interlandcarrière
Parolo maakte op 29 maart 2011 zijn debuut in het Italiaans voetbalelftal. Op die dag werd met 0–2 gewonnen van Oekraïne. De middenvelder begon de oefeninterland op de reservebank en mocht van bondscoach Cesare Prandelli twee minuten voor tijd invallen voor Claudio Marchisio. Andere debutanten tijdens dit duel waren Daniele Gastaldello (Sampdoria), Davide Astori (Cagliari) en Alessandro Matri (Juventus). Op het wereldkampioenschap voetbal 2014 kwam Parolo als invaller in twee groepswedstrijden in actie. Op 23 mei 2016 werd hij opgenomen in de voorselectie voor het Europees kampioenschap voetbal 2016 in Frankrijk. Italië werd in de kwartfinale na strafschoppen uitgeschakeld door Duitsland.
| Interlands van Marco Parolo voor Italië | Interlands van Marco Parolo voor Italië | Interlands van Marco Parolo voor Italië | Interlands van Marco Parolo voor Italië | Interlands van Marco Parolo voor Italië | Interlands van Marco Parolo voor Italië |
| №                                       | Datum                                   | Wedstrijd                               | Uitslag                                 | Competitie                              | Goals                                   |
| Als speler bij Cesena                   | Als speler bij Cesena                   | Als speler bij Cesena                   | Als speler bij Cesena                   | Als speler bij Cesena                   | Als speler bij Cesena                   |
| --------------------------------------- | --------------------------------------- | --------------------------------------- | --------------------------------------- | --------------------------------------- | --------------------------------------- |
| 1                                       | 29 maart 2011                           | Oekraïne – Italië                       | 0 – 2                                   | Vriendschappelijk                       |                                         |
| Als speler bij Parma                    |                                         |                                         |                                         |                                         |                                         |
| 2                                       | 18 november 2013                        | Nigeria – Italië                        | 2 – 2                                   | Vriendschappelijk                       |                                         |
| 3                                       | 31 mei 2014                             | Italië – Ierland                        | 0 – 0                                   | Vriendschappelijk                       |                                         |
| 4                                       | 4 juni 2014                             | Italië – Luxemburg                      | 4 – 0                                   | Vriendschappelijk                       |                                         |
| 5                                       | 14 juni 2014                            | Engeland – Italië                       | 1 – 2                                   | WK 2014                                 |                                         |
| 6                                       | 24 juni 2014                            | Uruguay – Italië                        | 1 – 0                                   | WK 2014                                 |                                         |
| Als speler bij Lazio                    |                                         |                                         |                                         |                                         |                                         |
| 7                                       | 4 september 2014                        | Italië – Nederland                      | 2 – 0                                   | Vriendschappelijk                       |                                         |
| 8                                       | 18 november 2014                        | Italië – Albanië                        | 1 – 0                                   | Vriendschappelijk                       |                                         |
| 9                                       | 31 maart 2015                           | Italië – Engeland                       | 1 – 1                                   | Vriendschappelijk                       |                                         |
| 10                                      | 12 juni 2015                            | Kroatië – Italië                        | 1 – 1                                   | EK 2016 kwalificatie                    |                                         |
| 11                                      | 16 juni 2015                            | Italië – Portugal                       | 0 – 1                                   | Vriendschappelijk                       |                                         |
| 12                                      | 3 september 2015                        | Italië – Malta                          | 1 – 0                                   | EK 2016 kwalificatie                    |                                         |
| 13                                      | 6 september 2015                        | Italië – Bulgarije                      | 1 – 0                                   | EK 2016 kwalificatie                    |                                         |
| 14                                      | 10 oktober 2015                         | Azerbeidzjan – Italië                   | 1 – 3                                   | EK 2016 kwalificatie                    |                                         |
| 15                                      | 13 november 2015                        | België – Italië                         | 3 – 1                                   | Vriendschappelijk                       |                                         |
| 16                                      | 17 november 2015                        | Italië – Roemenië                       | 2 – 2                                   | Vriendschappelijk                       |                                         |
| 17                                      | 24 maart 2016                           | Italië – Spanje                         | 1 – 1                                   | Vriendschappelijk                       |                                         |
| 18                                      | 29 maart 2016                           | Duitsland – Italië                      | 4 – 1                                   | Vriendschappelijk                       |                                         |
| 19                                      | 29 mei 2016                             | Italië – Schotland                      | 1 – 0                                   | Vriendschappelijk                       |                                         |
| 20                                      | 6 juni 2016                             | Italië – Finland                        | 2 – 0                                   | Vriendschappelijk                       |                                         |
| 21                                      | 13 juni 2016                            | België – Italië                         | 0 – 2                                   | EK 2016                                 |                                         |
| 22                                      | 17 juni 2016                            | Italië – Zweden                         | 1 – 0                                   | EK 2016                                 |                                         |
| 23                                      | 27 juni 2016                            | Italië – Spanje                         | 2 – 0                                   | EK 2016                                 |                                         |
| 24                                      | 2 juli 2016                             | Duitsland – Italië                      | 1 – 1 (6 – 5 n.s.)                      | EK 2016                                 |                                         |
| 25                                      | 1 september 2016                        | Italië – Frankrijk                      | 1 – 3                                   | Vriendschappelijk                       |                                         |
| 26                                      | 5 september 2016                        | Israël – Italië                         | 1 – 3                                   | WK 2018 kwalificatie                    |                                         |
| 27                                      | 6 oktober 2016                          | Italië – Spanje                         | 1 – 1                                   | WK 2018 kwalificatie                    |                                         |
| 28                                      | 9 oktober 2016                          | Macedonië – Italië                      | 2 – 3                                   | WK 2018 kwalificatie                    |                                         |
| 29                                      | 15 november 2016                        | Italië – Duitsland                      | 0 – 0                                   | Vriendschappelijk                       |                                         |
| 30                                      | 28 maart 2017                           | Nederland – Italië                      | 1 – 2                                   | Vriendschappelijk                       |                                         |
| 31                                      | 6 oktober 2017                          | Italië – Macedonië                      | 1 – 1                                   | WK 2018 kwalificatie                    |                                         |
| 32                                      | 9 oktober 2017                          | Albanië – Italië                        | 0 – 1                                   | WK 2018 kwalificatie                    |                                         |
| 33                                      | 10 november 2017                        | Zweden – Italië                         | 1 – 0                                   | WK 2018 kwalificatie                    |                                         |
| 34                                      | 13 november 2017                        | Italië – Zweden                         | 0 – 0                                   | WK 2018 kwalificatie                    |                                         |
| 35                                      | 23 maart 2018                           | Argentinië – Italië                     | 2 – 0                                   | Vriendschappelijk                       |                                         |
| 36                                      | 27 maart 2018                           | Engeland – Italië                       | 1 – 1                                   | Vriendschappelijk                       |                                         |

## Erelijst
| Coppa Italia | 1 | 2018/19    |
| Supercoppa   | 1 | 2017, 2019 |